# Зцілення слуги центуріона

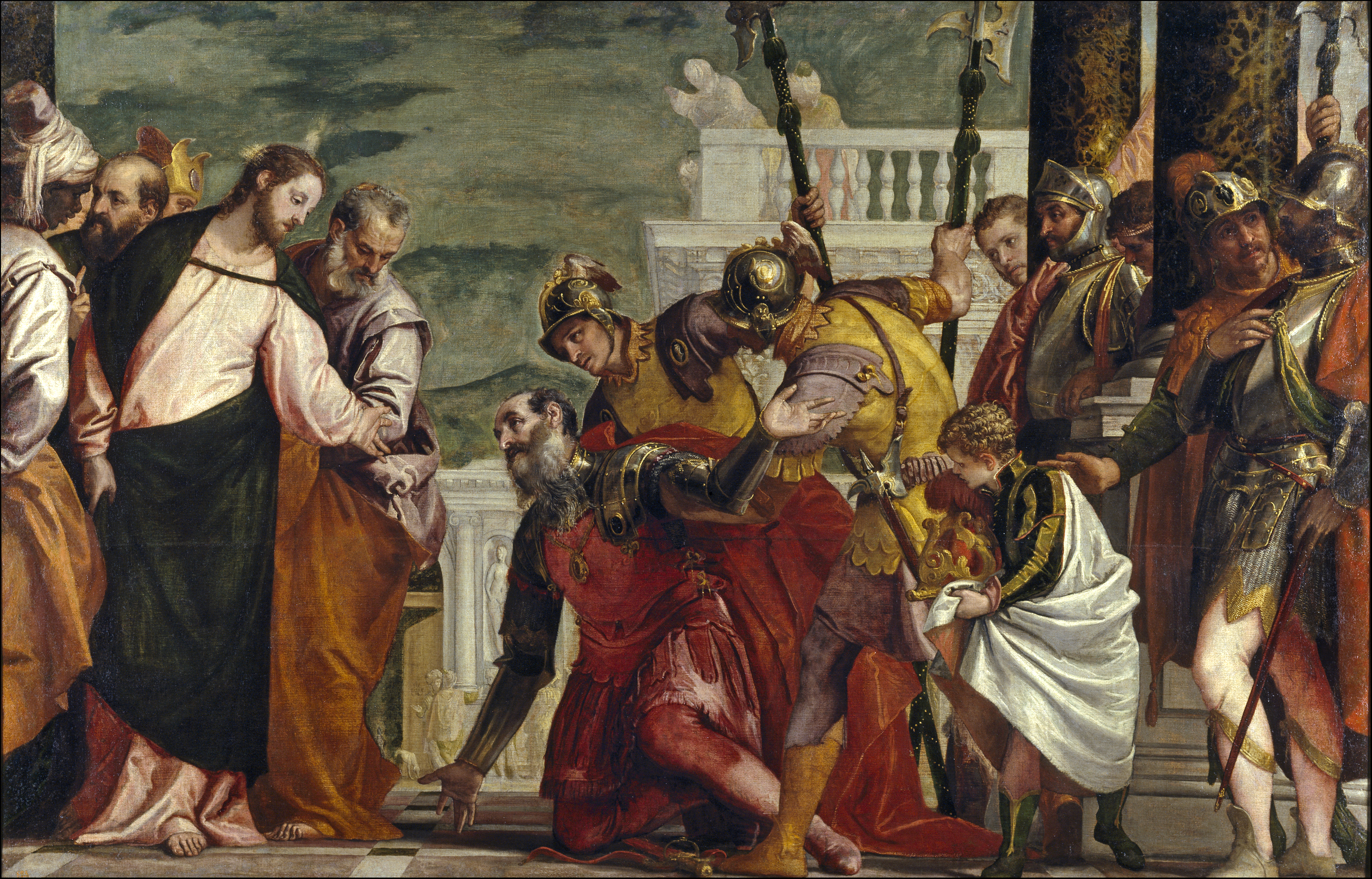
Сотрик перед Ісусом у Капернаумі. (Паоло Веронезе, 1571.)

Зцілення слуги центуріона — одне з чудес Ісуса Христа описане в Євангеліях від Матвія (8: 5–13) і Луки (7: 1–10).

## Подія
Незабаром після нагірної проповіді Ісус повертається у Капернаум, де жив також сотник, начальник військового відділу, що там перебував. Імовірно, що він належав до найманого війська тетрарха Ірода Антипи, а не до римського війська. Був він поганин, але так симпатизував єврейському народові, що за власний кошт побудував синагогу в Капернаумі. Його доброта підтверджена тим, що мав раба, якого дуже любив і уважав. Той раб захворів і вже очікували його смерті. Сотник, його пан напевно всіма способами старався вилікувати його. Капернаум цими днями опустів, бо люди пішли недалеко на гору слухати велику проповідь Ісуса. Немаючи вже довір'я до лікарів, сотник подумав про чудотворця. Але він був чужинець і не мав відваги особисто звернутися до нього. Євреї прийшли до Ісуса і сардечно просили, щоб той вислухав сотника:

## Літургія
У літургії римського обряду, смиренні слова сотника (вірші 6, 7) у дещо зміненій формі вживаються у вигляді молитви вірян в частині обряду Святого причастя: «Господи, я не достойний, щоб Ти прийшов до мене, але промов тільки слово, і зцілиться душа моя.»